# Litoria piperata
Litoria piperata (peppered tree frog) es una especie de anfibio anuro del género Litoria, de la familia Hylidae. 

## Distribución geográfica
Es originaria de Australia, en Nueva Gales del Sur.
Esta rana es en peligro crítico de extinción.  Es posible que ya esté extincto.  Los científicos no han visto esta rana con seguridad desde 1973.  Algunos científicos veían una rana con la misma apariencia de Litoria piperata en la década de 1990, pero sus voces sonaban diferentes.  En la década de 1990, científicos decidieron que necesitaban estudiar los genes y ADN de esta rana y sus parientes antes de poder decir realmente cuáles eran especies separadas y cuáles no.  Los parientes de Litoria piperata son Litoria barringtonensis, Litoria pearsoniana, y Litoria phyllochroa.
Los científicos no están seguros por qué esta rana es en peligro de extinción.  Muchos de los arroyos en que vivía han estado cambiado por gente que querían usa el área para pastar animales.  Los arroyos también tienen especies invasoras, como el pez mosquito, que se alimenta de renacuajos.